# Stylosanthes biflora
Stylosanthes biflora är en ärtväxtart som först beskrevs av Carl von Linné, och fick sitt nu gällande namn av Nathaniel Lord Britton och Al.. Stylosanthes biflora ingår i släktet Stylosanthes och familjen ärtväxter. Inga underarter finns listade i Catalogue of Life.

## Bildgalleri

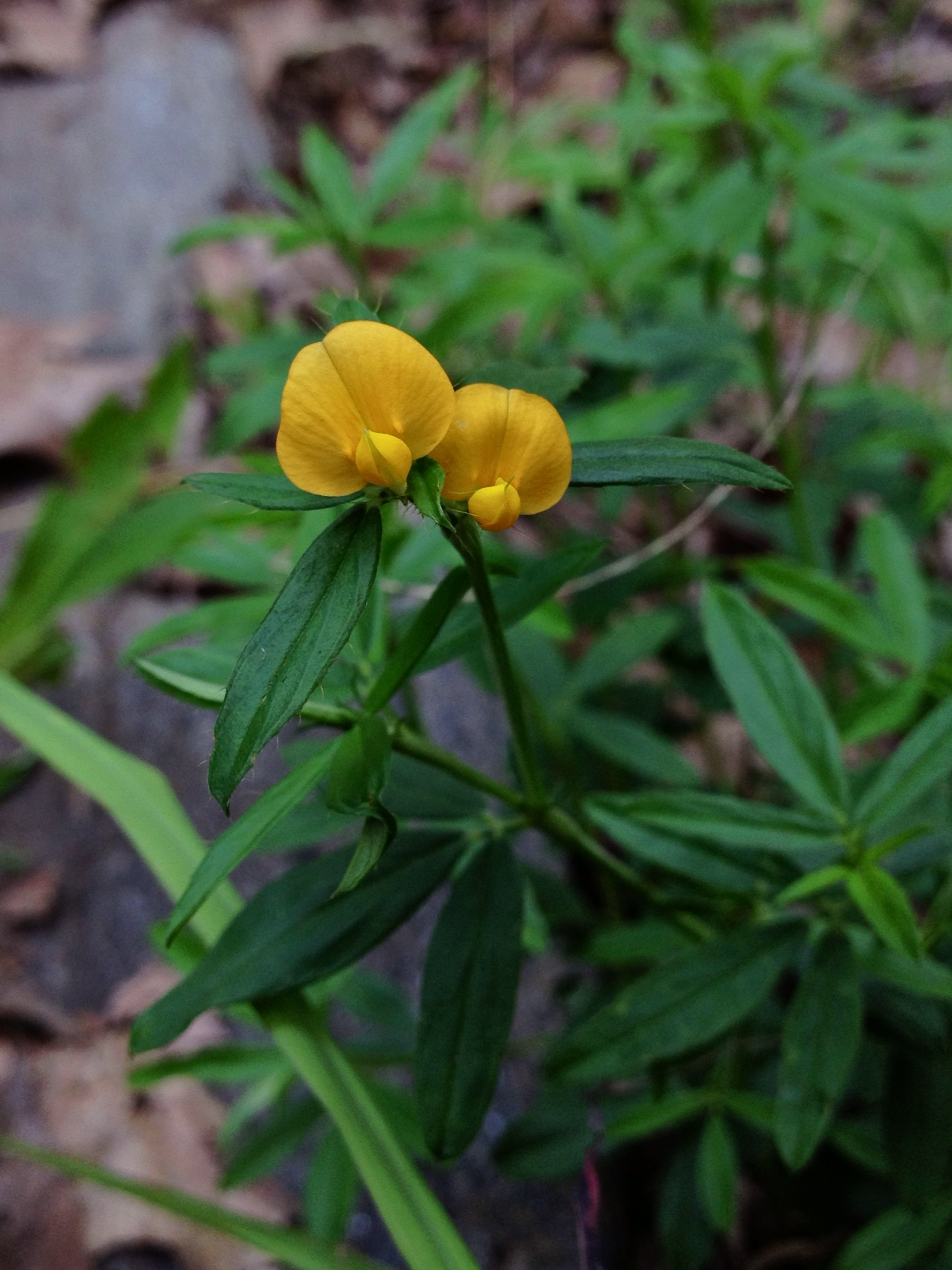